# Alexander Michelis
Alexander Michelis (25 de diciembre de 1823, Münster – 23 de enero de 1868, Weimar) fue un pintor alemán de paisajes.

## Biografía
Su padre fue Franz Michelis (1762-1835), un dibujante y grabador alemán. Entre 1843 y 1851 estudió en la Academia de Bellas Artes de Düsseldorf, donde fue alumno de Johann Wilhelm Schirmer. Mientras estudiaba, formó parte de la asociación de artistas Malkasten, sucediendo a Hermann Becker como secretario de la organización.
Trabajó diez años como artista independiente en Düsseldorf, periodo en el que también dio clases particulares. Entre sus alumnos estuvieron la princesa María de Hohenzollern-Sigmaringen y la infanta Antonia de Braganza. En 1863 fue elegido como profesor en la Escuela de Arte Gran Ducal Sajona de Weimar, donde fue el sucesor de Arnold Böcklin y Franz von Lenbach. Continuó realizando clases hasta el año de su muerte, en 1868.
Su hermano mayor, Friedrich Michelis, fue un filósofo y teólogo.